# 李昶
李昶（333年—351年），字仲坚，前凉武卫将军、安世亭侯李弇的儿子，幼年的时候有美名，不过很年轻只有十八岁就去世了，生下遗腹子李暠。李暠建立西凉后，追尊父亲为简王。

## 延伸阅读
[在维基数据编辑]
 《周書·卷38》，出自令狐德棻《周書》
 《元史·卷160》，出自宋濂《元史》